# Лекарде
Лекарде (груз. ლექარდე) — село в Грузии, на территории Цаленджихского муниципалитета края (мхаре) Самегрело-Верхняя Сванетия.

## География
Село находится в западной части Грузии, к востоку от реки Ингури, на расстоянии 20 километров от города Цаленджиха, административного центра муниципалитета. Абсолютная высота — 300 метров над уровнем моря.

## Население
По результатам официальной переписи населения 2014 года в Лекарде проживало 168 человек (79 мужчин и 89 женщин). В национальной структуре населения грузины составляли 100 %.